# Универзитет у Крагујевцу
Универзитет у Крагујевцу је државни универзитет у Крагујевцу. Најстарија је и највећа високошколска установа у Шумадији и западној Србији.
Универзитет интегрише функције свих факултета и организационих јединица у свом саставу, тако што спроводи јединствену политику, чији је циљ стално унапређење делатности високог образовања, односно унапређење квалитета наставе, усавршавање научноистраживачког и уметничког подмлатка, увођење студената у научноистраживачки рад, као и стварање материјалних услова за рад и развој Универзитета.
Студенти Универзитета у Крагујевцу имају на располагању пет домова — два у Крагујевцу и по један у Ужицу, Чачку и Краљеву, где може боравити преко 1.400 студената. Студентима је такође на располагању и Универзитетска библиотека у Крагујевцу.

## Историја
Универзитет у Крагујевцу настао је на темељима Лицеја тадашње Кнежевине Србије, прве високошколске институције у модерној Србији. Указом кнеза Милоша Обреновића од 1. јула 1838. године, оснива се Лицеј, а за ректора Лицеја у Крагујевцу постављен је Атанасије Николић, школовани инжењер, професор математике, земљомерија и начертанија.
У то време Србија је, по првом попису становништва из 1834. имала само 678.192 углавном неписмених и сеоских становника, који су се бавили земљорадњом. Основних школа је било 72, са 2.514 ђака, од којих 26 плаћа држава. Остале школе су биле општинске или приватне, а обавезност основне наставе није постојала.
У години када је основан Лицеј, па и 1839. када је одвојен од Гимназије, у Србији нису постојали закони о образовању, већ шта ће се и како предавати, зависило је од министарства просвете, самих наставника и Упутства министарства из 1838. године да се гимназијама да хуманистички карактер.
Оснивању савременог Универзитета у Крагујевцу претходила су два одељења Економског и Машинског факултета Универзитета у Београду, која су почела са радом крајем 1960. године. У састав Универзитета у Крагујевцу улазе: Економски, Машински, Правни, Природно-математички и Педагошко-технички факултет и два научноистраживачка института: Институт за стрна жита и Институт за воћарство и виноградарство.
Универзитет у Крагујевцу данас у свом саставу има 12 акредитованих факултета са статусом правног лица, дозволама за рад, који се налазе у 6 градова централне Србије: Крагујевцу, Чачку, Јагодини, Краљеву, Ужицу и Врњачкој Бањи. У саставу се такође налази и Универзитетска библиотека у Крагујевцу као библиотека опште научног карактера, чија је делатност у функцији наставно-научних и истраживачких процеса на Универзитету.

## Организација

### Факултети
Укупно шест факултета Универзитета у Крагујевцу налази се у граду Крагујевцу и додатних шест у четири околна места. Испод су наведени подаци факултети Универзитета у Крагујевцу о месту, академском особљу и броју студената за школску 2020/21:
| Факултет                               | Место        | Академско особље | Број студената |
| -------------------------------------- | ------------ | ---------------- | -------------- |
| Економски факултет                     | Крагујевац   | 69               | 2.139          |
| Факултет медицинских наука             | Крагујевац   | 312              | 2.004          |
| Факултет инжењерских наука             | Крагујевац   | 84               | 1.583          |
| Факултет техничких наука               | Чачак        | 97               | 1.563          |
| Филолошко-уметнички факултет           | Крагујевац   | 212              | 1.541          |
| Природно-математички факултет          | Крагујевац   | 187              | 1.528          |
| Правни факултет                        | Крагујевац   | 49               | 1.279          |
| Факултет педагошких наука              | Јагодина     | 51               | 856            |
| Факултет за хотелијерство и туризам    | Врњачка Бања | 34               | 603            |
| Факултет за машинство и грађевинарство | Краљево      | 45               | 491            |
| Педагошки факултет                     | Ужице        | 32               | 370            |
| Агрономски факултет                    | Чачак        | 40               | 222            |
| Укупно                                 | Укупно       | 1.212            | 14.179         |

### Центри
Поред факултета, Универзитет у Крагујевцу чине и научноистраживачки центри, међу којима су:
- Центар за научноистраживачки рад САНУ и Универзитета у Крагујевцу
- Универзитетски информатички центар
- Центар за развој каријере и саветовање студената
- Центри изврсности Универзитета у Крагујевцу
- Центар за немачке и европске студије
- Центар за доживотно учење
- Центар за трансфер знања
- Кооперативни тренинг-центар
- Креативни центар
- Канцеларија за пословну подршку